# Leading Edge Materials Corporation
Leading Edge Materials Corporation är ett kanadensiskt gruvföretag, vilket bedriver sin verksamhet i Europa. Det bildades 2016 genom sammanslagning av Tasman Metals Ltd och Flinders Resources Ltd.
Leding Edge Materials äger Woxna Graphite AB, som äger grafitgruvan Kringelgruvan med dagbrott vid Övre Älmesbo i Ovanåkers kommun i Hälsingland, omkring 20 kilometer nordväst om Edsbyn, där grafitutvinning har skett i perioder sedan 1996. 
Företaget utvecklar också i Sverige sedan ett antal år - tidigare genom Flinders Resources - gruvprojektet med sällsynta jordartsmetaller i Norra Kärr vid Gränna.
Sedan 2022 prospekterar Leading Edge Materials i ett joint venture med en rumänsk partner efter nickel och kobolt i gruvområde i norra Apusenibergen i Transsylvanien, omkring 90 kilometer sydost om Oradea.